# 14576 Jefholley
14576 Jefholley è un asteroide della fascia principale. Scoperto nel 1998, presenta un'orbita caratterizzata da un semiasse maggiore pari a 2,3143149 UA e da un'eccentricità di 0,1186946, inclinata di 2,42176° rispetto all'eclittica.